# Jacek Bednarek (Musiker)
Jacek Bednarek (* 10. Mai 1944 in Bydgoszcz; † 29. April 1990 ebenda) war ein polnischer Jazzbassist und Komponist. Er war „sowohl ein technisch versierter als auch ein mit viel Gefühl spielender Musiker“ (Bert Noglik).

## Leben
Bednarek studierte drei Jahre an der Musikhochschule Warschau Kontrabass, um danach drei Jahre als erster Kontrabassist im Sinfonieorchester seiner Geburtsstadt zu arbeiten. Bereits während dieser Zeit beschäftigte er sich mit Jazz, zunächst mit traditionellem, dann modernen und schließlich freien Jazz; er nahm 1964 und 1966 am Festival Jazz nad Odrą in Wrocław teil, das zweite Mal mit Flötist Henryk Łysiak und Drummer Janusz Trzciński. 1967 trat er im Trio mit dem Posaunisten Stanisław Cieślak und dem Schlagzeuger Grregorz Gierlowski bei einem europäischen Jazzwettbewerb in Zürich auf, wo die Gruppe den zweiten Preis und Bednarek den ersten Preis als Instrumentalist erhielt. Dann gehörte er zu den Gruppen von Jan Fryderyk Dobrowolski (Auftritt beim Montreux Jazz Festival 1972) und Andrzej Kurylewicz. 1972 wurde er mit Grand Prix beim Improvisationsfestival in Lyon ausgezeichnet. Im selben Jahr trat er in Brüssel mit Stanisław Cieślak und Janusz Trzciński auf, wo er gleichfalls den ersten Preis als Instrumentalist erhielt. In Deutschland arbeitete er ab 1973 weiterhin in den Trios von Michael Sell und Dieter Scherf. Mit Sells Trio fusionierte er mit der Barrelhouse Jazzband freien und Hot Jazz; mit Scherfs Trio trat er auch auf dem Jazz Jamboree in Warschau auf. Dann bildete er ein Duo mit dem Flötisten Krzysztof Zgraja, mit dem er 1979 erstmals im Duo bei der Jazzwerkstatt Peitz spielte. Im selben Jahr vertrat er Polen bei dem Jazzworkshop der EBU. In den nächsten Jahren trat er ferner als Filmkomponist hervor. Von 1980 an spielte Jacek regelmäßig in der Gruppe Flamenco Inspiration der Tänzerin Nina Corti, bis er verstarb. Von Nina Corti’s Musikgruppe "Flamenco Inspiration" gibt es diverse Musikeinspielungen auf CD, auf welchen Jacek Bednarek mit von der Partie ist.

## Diskografie
- Jerzy Milian Trio Baazaar (LP, Muza, 1969)
- Andrzej Kurylewicz Contemporary Music Formation (LP, Apollo)
- Jan Fryderyk Dobrowolski: Art of Improvisation (LP, Muza)
- Jan Fryderyk Dobrowolski & Jacek Bednarek At the New Jazz Meeting Altena (1972, JG Records)
- Dieter Scherf Trio Inside – Outside Reflections (1974; mit Paul Lovens, wiederveröffentlicht auf Atavistic Records)
- New Jazz Ensemble Burning Flowers (1975, mit Herbert Joos, Michael Sell, Heiner Wiberny, Bernd Konrad, Paul Schwarz, Adelhard Roidinger, Thomas Cremer)
- Michael Smith Geomusic III PL (LP, PolJazz, 1976, mit Zbigniew Namysłowski)
- Krzysztof Zgraja & Jacek Bednarek The Best of Flute and Bass
- Nina Corti "A mi Niño" (1985) Alergia Music NC 3985-1
- Nina Corti "Flamenco 88" (1987) Alegria Music NC 2987-1
- Nina Corti & Flamenco Inspiration "La Quinta" (1989) Alegria Music CD 572 65 333 CY
- Nina Corti Art "Encuentros - Suite Flamenco" (veröffentlicht 1991) Alegria-Music – 469275 2 – Sony Music Entertainment